# Falkenburg (Gemeinde Irdning-Donnersbachtal)

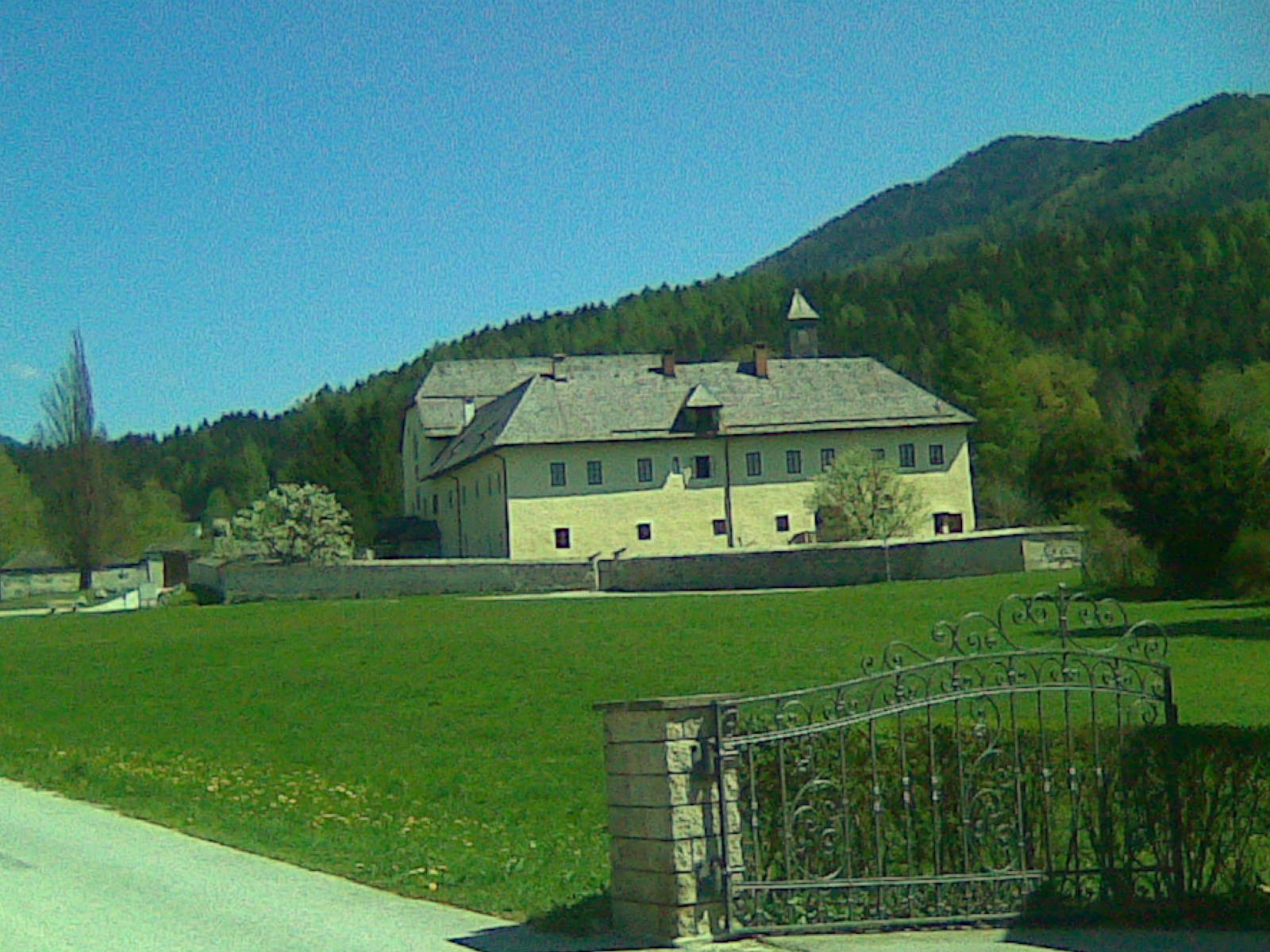
Kapuzinerkloster Falkenburg mit Blick in Richtung Osten (2009)

Falkenburg ist eine österreichische Ortschaft, die westlich in der Gemeinde Irdning-Donnersbachtal (Steiermark) liegt. Der Ortsteil erhielt seinen Namen durch die gleichnamige Falkenburg, die ab 1711 ein Kapuzinerkloster ist. Der Ort hat 921 Einwohner.

## Geografie
Der Ortsteil Falkenburg liegt auf einer Seehöhe von 661 m ü. A. Nördlich bildet die Enns die Grenze zur Gemeinde Stainach-Pürgg, östlich liegt der Ort Irdning. Im Süden ist der Ort Donnersbach und im Westen der Gemeindeteil Altirdning. Im nördlichen Drittel von Falkenburg liegt das Irdninger Moos, das zum Teil ein Natura-2000-Schutzgebiet ist.

## Geschichte des Klosters
→ Hauptartikel: Kapuzinerkloster Irdning
Das heutige Kloster wurde 1615 von Hans Praunfalk als Jagdschloss errichtet. Sigismund Friedrich Baron von Welsersheimb schenkte sein Jagdschloss, die Falkenburg, auf Wunsch seiner kurz zuvor verstorbenen Frau, im Jahre 1711 den Kapuzinern und ließ es zu einem Kloster umbauen. Am 7. Februar 1718 wurde die Kirche zu Ehren des hl. Nährvaters Josef, durch Josef Graf, den damaligen Fürstbischof von Seckau, geweiht.
Der Baron wohnte noch einige Jahre im Kloster. In seinen beiden Zimmern, die noch die Stuckdecken jener Zeit haben, ist seit Mitte des 19. Jahrhunderts eine Klosterbibliothek untergebracht.
1777 wurde es fast ein Raub der Flammen, ein Teil brannte nieder und wurde wieder aufgebaut.
Im Jahr 1941 wurde das Kloster vom Militär besetzt, durfte aber von einem Pater weiter betreut werden, 1945 fiel es wieder völlig in den Besitz der Kapuziner zurück.
In der Zeit von 1949 bis 1968 dienten Teile des Klosters als Exerzitienhaus. 
In den Jahren 1998/1999 wurde das Kloster saniert und dient seither wieder als Exerzitienhaus.